# Lubomír Slavíček
Lubomír Slavíček (* 13. září 1949 Brno) je český historik umění, profesor Semináře dějin umění na filozofické fakultě Masarykovy univerzity, který se specializuje na umění raného novověku, především na nizozemské a středoevropské malířství 17. a 18. století.

## Život
V letech 1967–1972 vystudoval dějiny umění na filozofické fakultě Masarykovy univerzity. Studium ukončil úspěšnou obhajobou diplomové práce Felix Ivo Leicher (1727–1812). Příspěvek k jeho malířskému dílu na našem území. V roce 1985 obhájil - kandidátskou disertace na téma Flámské figurální obrazy 17. století ze sbírek Národní galerie v Praze a získal titul CSc. Po studiu v letech 1972–1975 pracoval jako odborný pracovník v Krajském středisku státní památkové péče a ochrany přírody Jihomoravského kraje v Brně. Od roku 1975 byl zaměstnán v Národní galerii v Praze. Nejdříve jako odborný pracovník Sbírky starého umění (1975–1985), později jako vedoucí Sbírky starého evropského umění (1985–1991), náměstek ředitele pro odbornou činnost (1986–1991) a ředitel galerie (1991–1993). Od 1994 působí v Semináři dějin umění FF MU v Brně (v letech 2001–2011 jako jeho vedoucí). V roce 1995 se habilitoval a v roce 2001 byl jmenován profesorem. V letech 2013–2017 byl  členem vědecké rady Akademie věd České republiky, v. v. i.

## Publikace (výběr)
- Státní zámek Rájec nad Svitavou : katalog obrazárny. Brno : Krajské středisko státní památkové péče a ochrany přírody, 1980. 36 s.
- Staré evropské umění 16. až 18. století ze sbírek Národní galerie v Praze : katalog výstavy, Liptovský Mikuláš, červenec - září 1984. Praha ; Liptovský Mikuláš : Národní galerie ; Oblastná galéria Petra M. Bohúňa, 1984. 36 s.
- Flámské malířství 17. století ze sbírek Národní galerie v Praze : Katalog výstavy, Hodonín a Liberec 1985. Hodonín : Galerie výtvarného umění, 1985. 51 s.
- "Sobě, umění, přátelům" : kapitoly z dějin sběratelství v Čechách a na Moravě 1650-1939. Brno : Společnost pro odbornou literaturu ; Barrister & Principal, 2007. 376 s. ISBN 978-80-87029-22-0.